# Contea di Wayne (Kentucky)
La contea di Wayne in inglese Wayne County è una contea dello Stato del Kentucky, negli Stati Uniti. La popolazione al censimento del 2000 era di 19 923 abitanti. Il capoluogo di contea è Monticello

## Geografia fisica

### Contee confinanti
- Contea di Russell (nord-ovest)
- Contea di Pulaski (nord-est)
- Contea di McCreary  (est)
- Contea di Scott, Tennessee (sud-est)
- Contea di Pickett, Tennessee (sud)
- Contea di Clinton (ovest)